# District de Lasbela
Le district de Lasbela (en ourdou : ضلع لسبیلہ) est une subdivision administrative du sud de la province du Baloutchistan au Pakistan. District côtier créé en 1954, sa capitale est Uthal mais sa plus grande ville est Hub, la quatrième de la province.
Le district est principalement rural et peuplé de quelque 570 000 habitants en 2017. Surtout pauvre et vivant de l'agriculture malgré un climat aride, la population est en majorité constituée de tribus baloutches.

## Histoire

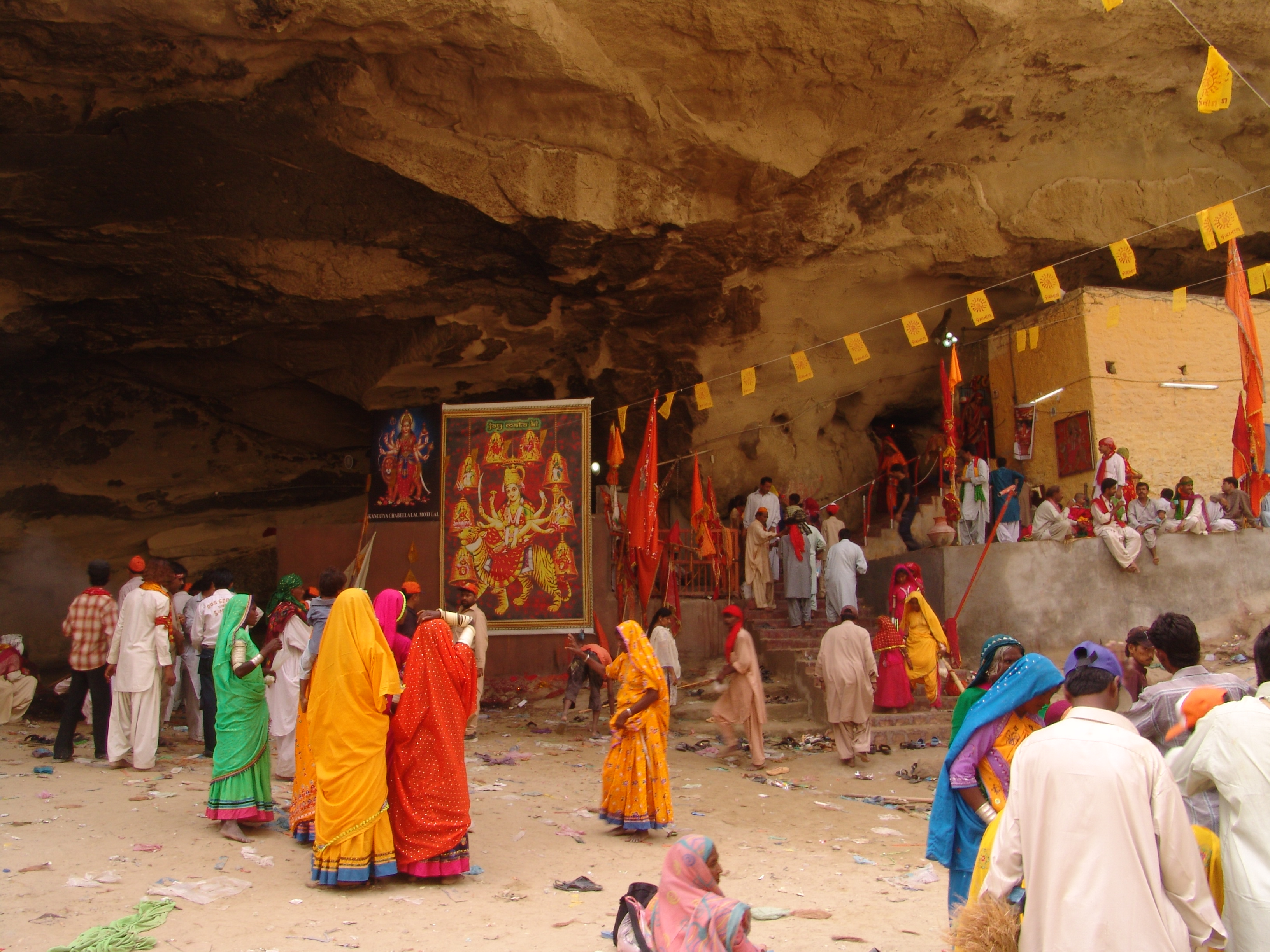
Le temple hindou Hinglaj Mata.

Lieu de peuplement historique hindouiste, on y trouve le temple Hinglaj Mata visité par les quelques minorités hindous habitants encore dans le district.
Le district est créé le 30 juin 1954 et son nom vient de la ville Bela et du préfixe « Las » qui signifie « plaine ».
Le district est inclus au sein du parc national Hingol, créé en 1988 afin de protéger les paysages et la biodiversité de cette région. 

## Géographie

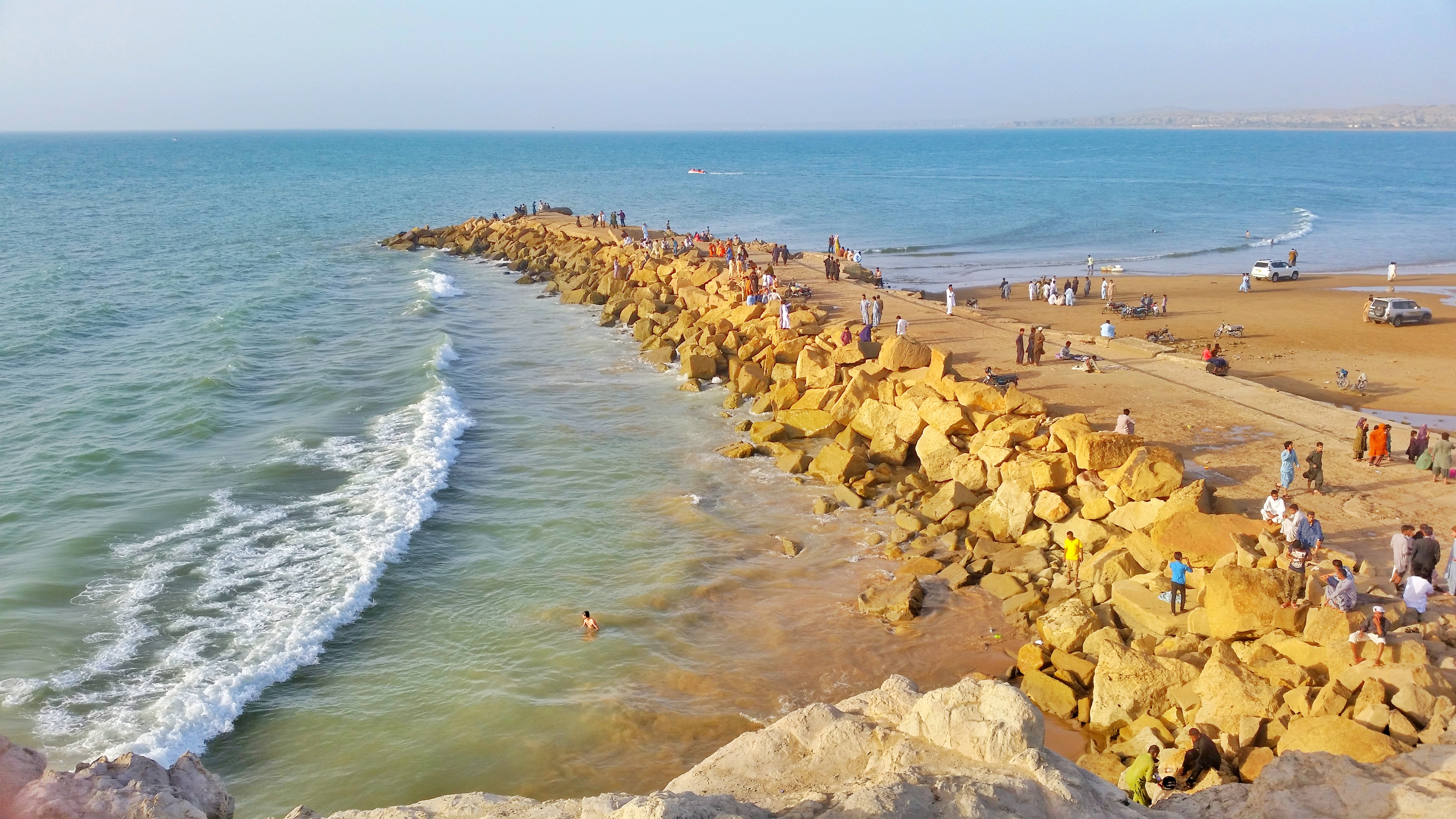
La plage de Gaddani dans le tehsil du même nom.

Situé dans le sud du Baloutchistan, le district contient un important littoral de la mer d'Arabie et il est inclus dans le parc national Hingol. Le district est principalement désertique avec une végétation éparse. Les forêts recouvrent moins de 1 % de la surface du district et les zones humides 1,6 %, principalement autour de la baie de Sonmiani qui abritent notamment des mangroves.  
Le climat est aride, chaud en été et doux en hiver, avec une certaine humidité toutefois autour du littoral,. 

## Démographie
Lors du recensement de 1998, la population du district a été évaluée à 312 695 personnes, dont environ 37 % d'urbains. Le taux d'alphabétisation était de 22 % environ, soit bien moins que la moyenne nationale de 44 %. Il se situait à 32 % pour les hommes et 10 % pour les femmes, soit un différentiel de 22 points, contre 25 pour la moyenne nationale.
En 2012, l'alphabétisation est estimée à 36 % par les autorités, dont 49 % pour les hommes et 20 % pour les femmes.
Le recensement suivant mené en 2017 pointe une population de 574 292 habitants, soit une croissance annuelle inférieure à 3,2 %, un peu inférieure à la moyenne provinciale de 3,4 % mais nettement supérieure à la moyenne nationale de 2,4 %. Le taux d'urbanisation augmente pour passer à 49 %.
Le district accueille en majorité des tribus Baloutches. La langue la plus parlée est donc le baloutche, avec quelques minorités parlant sindhi. Le district compte quelques minorités religieuses : autrefois très importante, la religion hindoue n'a plus que 1,3 % d'adeptes dans le district en 1998, dont le passé est marqué par l'hindouisme. Les hindous parlent surtout le sindhi. Les chrétiens sont 0,8 % et on compte de très faibles effectifs de sikhs et zoroastriens.   

## Administration

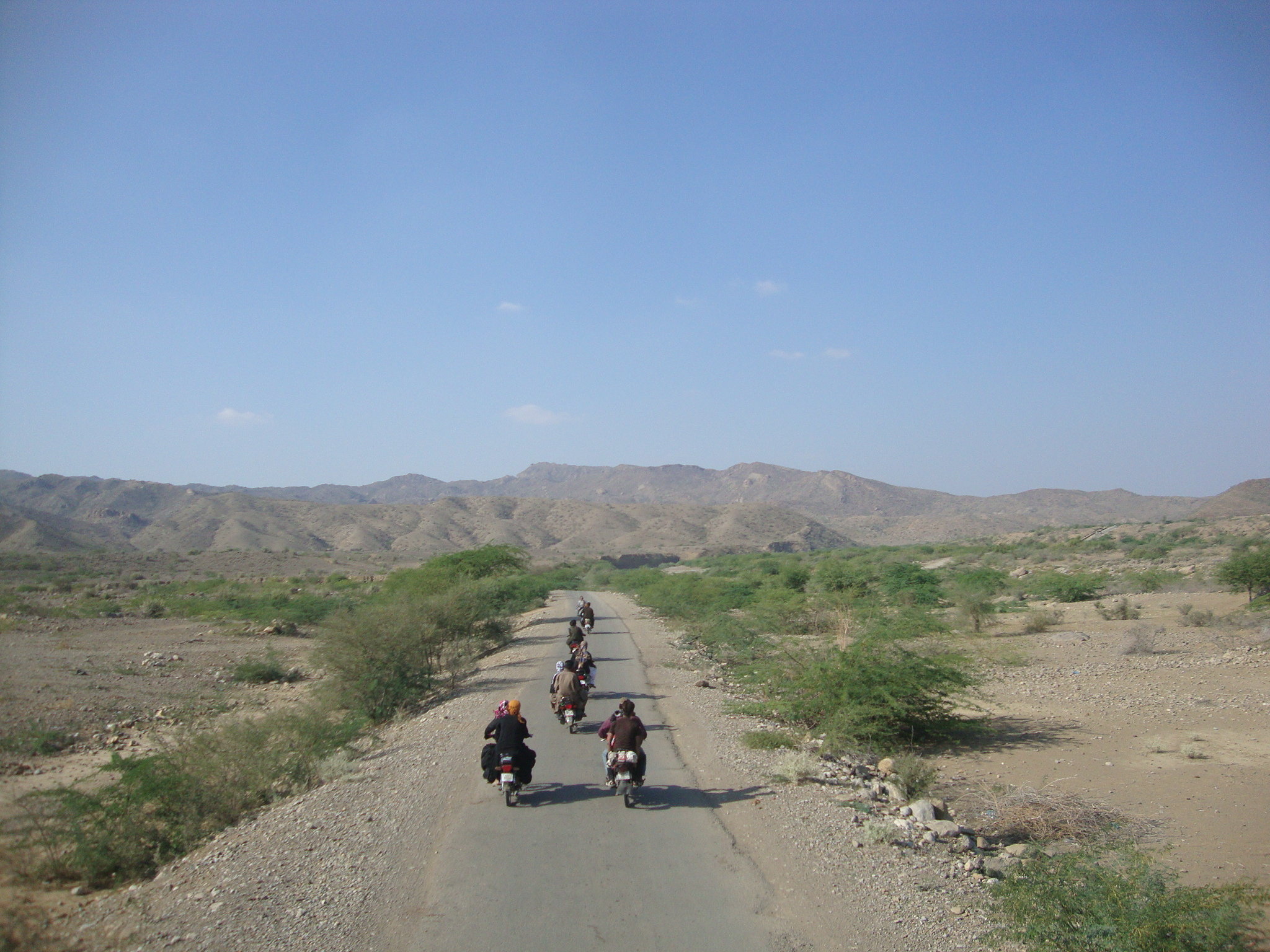
Paysage du tehsil de Dureji, dans le nord-est du district.

Le district est divisé en neuf tehsils ainsi que 22 Union Councils.
| Tehsil  | Population (rec. 2017) |
| ------- | ---------------------- |
| Bela    | 104 438                |
| Dureji  | 45 662                 |
| Gaddani | 24 579                 |
| Hub     | 203 020                |
| Kanraj  | 12 387                 |
| Lakhra  | 35 522                 |
| Liari   | 11 766                 |
| Winder  | 64 392                 |
| Uthal   | 72 526                 |

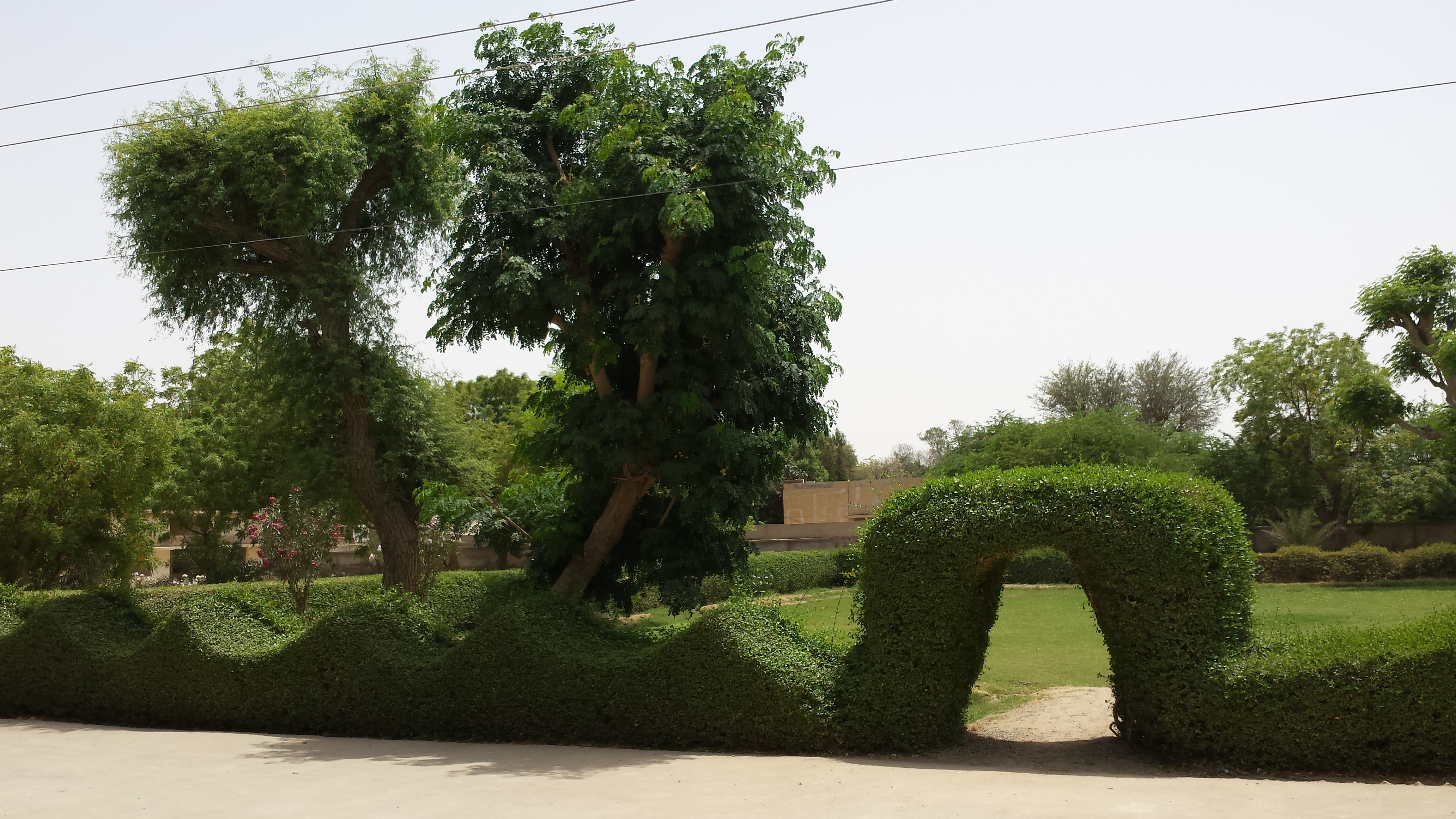
Jardins du département de l'irrigation à Uthal.

Le district compte près de 280 000 urbains selon le recensement de 2017, dont la quasi-totalité sont répartis dans les quatre plus grandes villes : la plus peuplée est de loin Hub qui se trouve être la quatrième plus importante de la province du Baloutchistan. Le chef-lieu Uthal est seulement la troisième ville du district.
| Ville  | Population (rec. 2017) |
| ------ | ---------------------- |
| Hub    | 175 376                |
| Winder | 29 598                 |
| Uthal  | 29 414                 |
| Bela   | 24 318                 |

## Économie et éducation

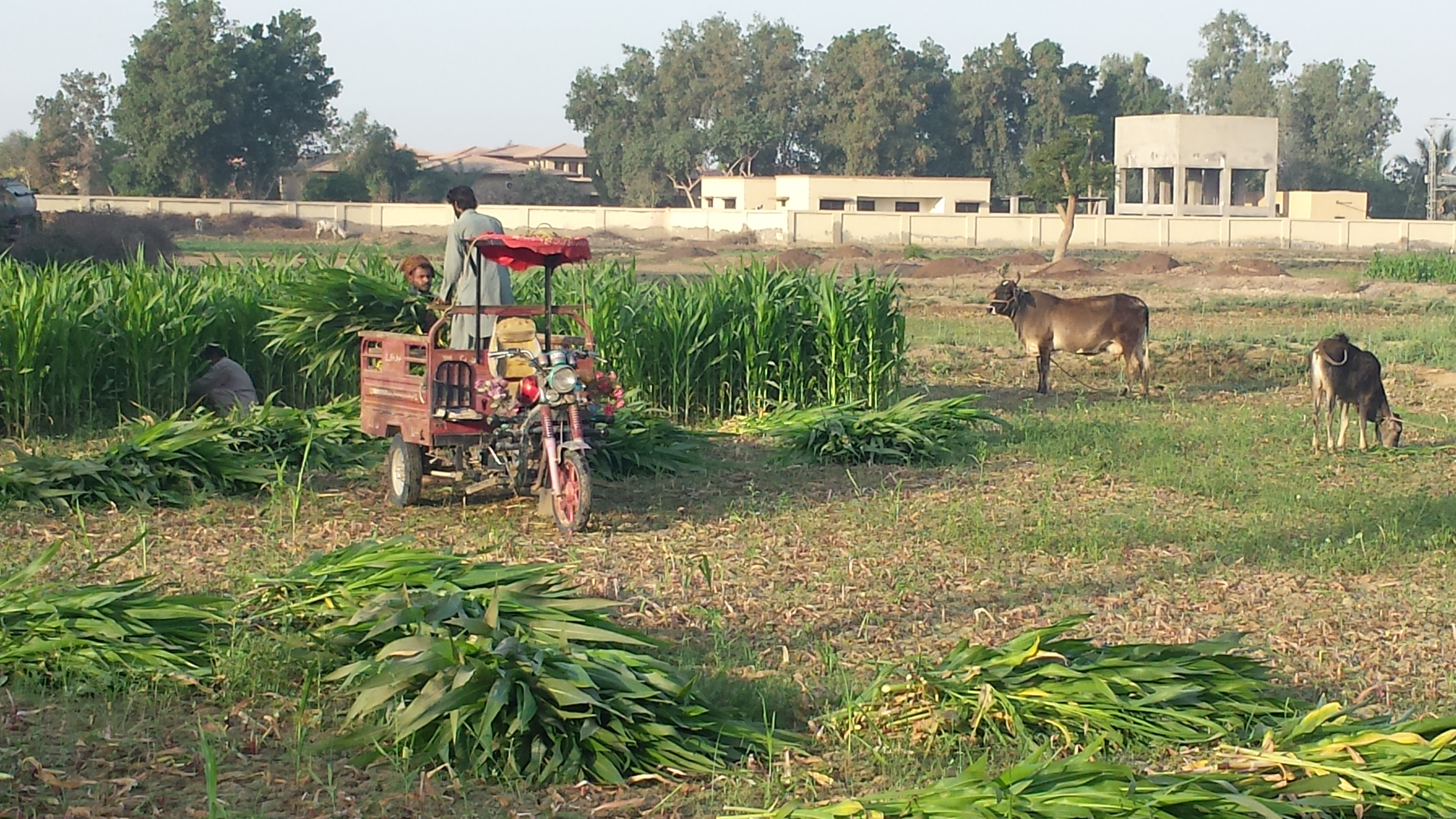
Ferme à proximité d'Uthal.

La population vit principalement sous un climat aride mais profite toutefois d'une certaine humidité offerte par le rivage et des quelques pluies qui permettent le développement de l'agriculture dans le centre du district principalement, et qui fait vivre près de 45 % des travailleurs du district. 
Près de 9 % de la superficie totale est cultivée, soit environ 1 300 kilomètres carrés, avec une production surtout orientée vers le ricin, le mungo, les betteraves, les tomates, la papaye et les noix de coco. L'élevage de chèvres et de moutons est également une source importante de subsistance.
Le chantier de démolition navale de Gadani emploie quelques milliers d'ouvriers.
Les services publics sont peu développés dans le district, notamment les infrastructures scolaires qui sont manquantes. Seuls 71 % des enfants sont scolarisés dans le primaire en 2012, et ce taux chute à 30 % pour l'enseignement secondaire.

## Insurrection baloutche
Le district de Lasbela est touché par les guerres baloutches qui voient s’affronter les autorités centrales à des indépendantistes baloutches, notamment issus du Front de libération du Baloutchistan. Les cas de violations des droits humains, notamment de disparitions forcées, sont une source de conflits entre la population et les autorités. En 2014, le district compte quelque 1 500 policiers et gendarmes.

## Politique
De 2002 à 2018, le district est représenté par les deux circonscriptions no 44 et 55 à l'Assemblée provinciale du Baloutchistan. Lors des élections législatives de 2008, elles ont été remportées par un candidat de la Ligue musulmane du Pakistan (Q) et un indépendant, et durant les élections législatives de 2013, par deux candidats indépendants. À l'Assemblée nationale, il est partiellement représenté par la circonscription no 270, qu'il partage avec le district d'Awaran. Lors des élections de 2008, elle a été remportée par un candidat de la Ligue musulmane du Pakistan (Q), et durant les élections de 2013, par un candidat indépendant.

Depuis la réforme électorale de 2018, le district partage avec le district de Gwadar la circonscription no 272 pour l'Assemblée nationale et est pleinement représenté par les deux circonscriptions 49 et 50 de l'Assemblée provinciale. Lors des élections législatives de 2018, les deux dernières sont remportées par des candidats du Parti baloutche Awami, parmi lesquels Jam Kamal Khan qui sera élu ministre en chef du Baloutchistan le 18 août 2018,,.
| Parti                                      | Voix (province) | %       | Élus provinciaux |
| ------------------------------------------ | --------------- | ------- | ---------------- |
| Parti baloutche Awami                      | 68 897          | 53,34 % | 2                |
| Parti du peuple pakistanais                | 9 723           | 7,53 %  | 0                |
| Parti national                             | 6 407           | 4,96 %  | 0                |
| Tehreek-e-Labbaik Pakistan                 | 6 158           | 4,77 %  | 0                |
| Muttahida Majlis-e-Amal                    | 5 737           | 4,44 %  | 0                |
| Autres partis                              | 2 346           | 1,82 %  | 0                |
| Indépendants                               | 29 899          | 23,15 % | 0                |
| Total exprimés (participation : 57,77 %)   | 129 167         | 100 %   | 2                |
| Source : Commission électorale du Pakistan |                 |         |                  |